# Gouvernement Støre
Royaume de Norvège
Solberg 
Le gouvernement Støre (en norvégien : Jonas Gahr Støres regjering) est le gouvernement du royaume de Norvège depuis le 14 octobre 2021, sous la 63e législature du Storting.
Il est dirigé par le travailliste Jonas Gahr Støre, vainqueur à la majorité relative des élections législatives, et repose sur une coalition minoritaire avec le Parti du centre. Il succède au gouvernement de la conservatrice Erna Solberg. À la suite du départ des centristes en janvier 2025, le gouvernement est exclusivement composé des travaillistes.

## Historique du mandat
Ce gouvernement est dirigé par le nouveau Premier ministre travailliste Jonas Gahr Støre, anciennement ministre des Affaires étrangères. Il est constitué par une coalition minoritaire entre le Parti travailliste (Ap) et le Parti du centre (Sp). Ensemble, ils disposent de 76 députés sur 169, soit 45 % des sièges du Storting.
Il est formé à la suite des élections législatives du 13 septembre 2021.
Il succède donc au gouvernement de la Première ministre conservatrice Erna Solberg, au pouvoir depuis octobre 2013, constitué par une coalition minoritaire entre le Parti conservateur (H), le Parti libéral (V) et le Parti populaire chrétien (KrF).

### Formation
Au cours du scrutin, le bloc de droite au pouvoir depuis huit ans est défait par les cinq partis de gauche, qui réunissent 100 députés sur les 169 du Storting. L'alliance classique entre le Parti travailliste, le Parti centriste et le Parti socialiste de gauche (SV) remporte même la majorité absolue de 89 sièges. Ces résultats font du président de l'Ap Jonas Gahr Støre le favori pour constituer le prochain gouvernement norvégien.
Dès le 14 septembre, travaillistes, centristes et socialistes ouvrent des discussions préliminaires pour explorer la possibilité d'un gouvernement commun. Le SV annonce qu'il se retire de ces échanges le 29 septembre suivant et passer dans l'opposition, dénonçant l'absence de base pour former un exécutif « rouge-vert » et laissant de facto en minorité un gouvernement emmené par l'Ap. Quelques heures plus tard, le Parti travailliste déclare engager de véritables négociations de coalition avec le Parti du centre, précisant qu'il occupera la direction du futur exécutif norvégien.
Jonas Gahr Støre fait savoir le 8 octobre que l'Ap et le Sp sont parvenus à conclure un accord qu'ils rendront public cinq jours plus tard, avant de former le 14 octobre leur gouvernement conjoint. Le pacte de coalition reçoit le surnom d'« accord de Hurdal », du nom de la ville où les deux partis l'ont négocié. Le 12 octobre, quelques heures après qu'Erna Solberg a remis sa démission, Jonas Gahr Støre se voit officiellement confier par le roi Harald V la mission de former le nouvel exécutif norvégien.
La liste des dix-huit ministres, en sus du Premier ministre, est dévoilée le 14 octobre : elle réunit dix femmes et huit hommes et atteint une moyenne d'âge de 46 ans ; la ministre centriste de la Justice Emilie Enger Mehl est à 28 ans la benjamine du cabinet, et parmi les travaillistes, la ministre de l'Éducation Tonje Brenna et le ministre du Commerce et de l'Industrie Jan Christian Vestre sont des survivants de l'attaque terroriste sur l'île d'Utøya en 2011,. Quelques heures plus tard, Jonas Gahr Støre prend officiellement la succession d'Erna Solberg.

### Départ du Parti du centre
Le 30 janvier 2025, le Parti du centre quitte la coalition gouvernementale en raison de désaccords avec les travaillistes sur la politique énergétique liée à l'Union européenne, ce qui donne lieu au premier gouvernement composé d'un seul parti depuis 25 ans. Huit ministres centristes sont remplacés, y compris son chef et ministre des Finances Trygve Slagsvold Vedum, qui est remplacé par l'ancien Premier ministre Jens Stoltenberg,.

## Composition

### Initiale (14 octobre 2021)
| Fonction                                                              | Titulaire | Titulaire                                                                    | Parti |
| --------------------------------------------------------------------- | --------- | ---------------------------------------------------------------------------- | ----- |
| Premier ministre                                                      |           | Jonas Gahr Støre                                                             | Ap    |
| Ministre des Affaires étrangères                                      |           | Anniken Huitfeldt                                                            | Ap    |
| Ministre du Développement international                               |           | Anne Beathe Tvinnereim                                                       | Sp    |
| Ministre des Finances                                                 |           | Trygve Slagsvold Vedum                                                       | Sp    |
| Ministre du Travail et de l'Inclusion sociale                         |           | Hadia Tajik (jusqu'au 04/03/2022) Marte Mjøs Persen (à partir du 07/03/2022) | Ap    |
| Ministre de l'Enfance et des Familles                                 |           | Kjersti Toppe                                                                | Sp    |
| Ministre de la Défense                                                |           | Odd Roger Enoksen (jusqu'au 12/04/2022) Bjørn Arild Gram                     | Sp    |
| Ministre de la Santé et des Services de soins                         |           | Ingvild Kjerkol                                                              | Ap    |
| Ministre de la Justice et de la Sécurité publique                     |           | Emilie Mehl                                                                  | Sp    |
| Ministre des Collectivités territoriales et du Développement régional |           | Bjørn Arild Gram (jusqu'au 12/04/2022) Sigbjørn Gjelsvik                     | Sp    |
| Ministre de la Culture et de l'Égalité                                |           | Anette Trettebergstuen (jusqu'au 28/06/2023) Lubna Jaffery                   | Ap    |
| Ministre de l'Éducation                                               |           | Tonje Brenna                                                                 | Ap    |
| Ministre de la Recherche et de l'Enseignement supérieur               |           | Ola Borten Moe (jusqu'au 04/08/2023) Sandra Borch                            | Sp    |
| Ministre de l'Agriculture et de l'Alimentation                        |           | Sandra Borch (jusqu'au 04/08/2023) Geir Pollestad                            | Sp    |
| Ministre du Climat et de l'Environnement                              |           | Espen Barth Eide                                                             | Ap    |
| Ministre du Commerce et de l'Industrie                                |           | Jan Christian Vestre                                                         | Ap    |
| Ministre de la Pêche et de la Politique océanique                     |           | Bjørnar Skjæran                                                              | Ap    |
| Ministre de l'Énergie                                                 |           | Marte Mjøs Persen (jusqu'au 07/03/2022) Terje Aasland                        | Ap    |
| Ministre des Transports                                               |           | Jon-Ivar Nygård                                                              | Ap    |

### Remaniement du 16 octobre 2023
- Par rapport à la composition précédente, les nouveaux ministres sont indiqués en gras, ceux ayant changé d'attribution le sont en italique.

| Fonction                                                              | Titulaire | Titulaire                                                     | Parti |
| --------------------------------------------------------------------- | --------- | ------------------------------------------------------------- | ----- |
| Premier ministre                                                      |           | Jonas Gahr Støre                                              | Ap    |
| Ministre des Affaires étrangères                                      |           | Espen Barth Eide                                              | Ap    |
| Ministre du Développement international                               |           | Anne Beathe Tvinnereim                                        | Sp    |
| Ministre des Finances                                                 |           | Trygve Slagsvold Vedum                                        | Sp    |
| Ministre du Travail et de l'Inclusion sociale                         |           | Tonje Brenna                                                  | Ap    |
| Ministre de l'Enfance et des Familles                                 |           | Kjersti Toppe                                                 | Sp    |
| Ministre de la Défense                                                |           | Bjørn Arild Gram                                              | Sp    |
| Ministre de la Santé et des Services de soins                         |           | Ingvild Kjerkol (jusqu'au 19/04/2024) Jan Christian Vestre    | Ap    |
| Ministre de la Justice et de la Sécurité publique                     |           | Emilie Mehl                                                   | Sp    |
| Ministre des Collectivités territoriales et du Développement régional |           | Erling Sande                                                  | Sp    |
| Ministre de la Culture et de l'Égalité                                |           | Lubna Jaffery                                                 | Ap    |
| Ministre de l'Éducation                                               |           | Kari Nessa Nordtun                                            | Ap    |
| Ministre de la Recherche et de l'Enseignement supérieur               |           | Sandra Borch (jusqu'au 23/01/2024) Oddmund Løkensgard Hoel    | Sp    |
| Ministre de l'Agriculture et de l'Alimentation                        |           | Geir Pollestad                                                | Sp    |
| Ministre du Climat et de l'Environnement                              |           | Andreas Bjelland Eriksen                                      | Ap    |
| Ministre du Commerce et de l'Industrie                                |           | Jan Christian Vestre (jusqu'au 19/04/2024) Cecilie Myrseth    | Ap    |
| Ministre de la Pêche et de la Politique océanique                     |           | Cecilie Myrseth (jusqu'au 19/04/2024) Marianne Sivertsen Næss | Ap    |
| Ministre de l'Énergie                                                 |           | Terje Aasland                                                 | Ap    |
| Ministre des Transports                                               |           | Jon-Ivar Nygård                                               | Ap    |
| Ministre du Numérique et de l'Administration publique                 |           | Karianne Tung                                                 | Ap    |

### Remaniement du 4 février 2025
- Par rapport à la composition précédente, les nouveaux ministres sont indiqués en gras, ceux ayant changé d'attribution le sont en italique.

| Fonction                                                              | Titulaire | Titulaire                | Parti |
| --------------------------------------------------------------------- | --------- | ------------------------ | ----- |
| Premier ministre                                                      |           | Jonas Gahr Støre         | Ap    |
| Ministre des Affaires étrangères                                      |           | Espen Barth Eide         | Ap    |
| Ministre du Développement international                               |           | Åsmund Grøver Aukrust    | Ap    |
| Ministre des Finances                                                 |           | Jens Stoltenberg         | Ap    |
| Ministre du Travail et de l'Inclusion sociale                         |           | Tonje Brenna             | Ap    |
| Ministre de l'Enfance et des Familles                                 |           | Lene Vågslid             | Ap    |
| Ministre de la Défense                                                |           | Tore O. Sandvik          | Ap    |
| Ministre de la Santé et des Services de soins                         |           | Jan Christian Vestre     | Ap    |
| Ministre de la Justice et de la Sécurité publique                     |           | Astri Aas-Hansen         | Ap    |
| Ministre des Collectivités territoriales et du Développement régional |           | Kjersti Stenseng         | Ap    |
| Ministre de la Culture et de l'Égalité                                |           | Lubna Jaffery            | Ap    |
| Ministre de l'Éducation                                               |           | Kari Nessa Nordtun       | Ap    |
| Ministre de la Recherche et de l'Enseignement supérieur               |           | Sigrun Gjerløw Aasland   | Ap    |
| Ministre de l'Agriculture et de l'Alimentation                        |           | Nils Kristen Sandtrøen   | Ap    |
| Ministre du Climat et de l'Environnement                              |           | Andreas Bjelland Eriksen | Ap    |
| Ministre du Commerce et de l'Industrie                                |           | Cecilie Myrseth          | Ap    |
| Ministre de la Pêche et de la Politique océanique                     |           | Marianne Sivertsen Næss  | Ap    |
| Ministre de l'Énergie                                                 |           | Terje Aasland            | Ap    |
| Ministre des Transports                                               |           | Jon-Ivar Nygård          | Ap    |
| Ministre du Numérique et de l'Administration publique                 |           | Karianne Tung            | Ap    |